# (14390) 1990 QP10
1990 كيو بي 10 (ويعرف أيضًا باسم (14390) 1990 كيو بي 10 وفق تسمية الكوكب الصغير) (بالإنجليزية: 1990 QP10)‏ هو كويكب ضمن حزام الكويكبات؛ وترتيبه 14390 من حيث الاكتشاف.
اكتُشف هذا الجُرم الفلكي بواسطة هنري هولت إي في 26 أغسطس 1990.

## وصلات خارجية
- (14390) 1990 QP10 في قاعدة بيانات مختبر الدفع النفاث لأجرام النظام الشمسي الصغيرة

- الاكتشاف · مخطط المدار ·  العناصر المدارية · المعلمات المادية

- (14390) 1990 QP10 على موقع ويكي سكاي: DSS2, SDSS, GALEX, IRAS, Hydrogen α, X-Ray, Astrophoto, Sky Map, Articles and images